# Pleurogonium spinosissimum
Pleurogonium spinosissimum là một loài chân đều trong họ Paramunnidae. Loài này được G. O. Sars miêu tả khoa học năm 1866.